# Swing (album)
Swing blev Union Carbide Productions fjärde och sista studioalbum - även detta för Radium. Denna gång hade de åkt till det stora landet i väster. Nämligen till Chicago där Steve Albini producerade och där större delen av skivan spelades in. De hade också en ny medlem i Anders Karlsson på piano.

## Låtlista
Samtliga låtar skrivna av Union Carbide Productions
1. Waiting For Turns 	5:08
2. High Speed Energy 	3:38
3. Mr. Untitled 	3:31
4. Right Phrase 	3:40
5. Solution 	4:44
6. Chameleon Ride 	5:17
7. Turn Off The Blues 	4:02
8. How Do You Feel Today? 	4:01
9. Game Boy 	5:12
10. Beefhead 	4:01
11. TV Spiders 	9:53
12. Anytime 	2:20
13. Swing 	8:54

## Medverkande
- Henrik Rylander - Trummor
- Jan Skoglund - Bas
- Patrik Caganis - Gitarr
- Ian Person - Gitarr
- Ebbot Lundberg - Sång
- Anders Karlsson - Piano